# 张炳文 (画家)
张炳文，1952年生于陕西长安，1975年毕业于西安美術學院，1982年作品问世，先后出版六集挂历专集，全国发行，八册画集二十余种。现任中国绘画艺术研究院副院长、中国艺术家协会书画专业委员会主任、西北书画院副院长、陕西书画艺术研究院副院长、西安碑林书画研究会会长。
张炳文开创后现代汉唐画派，从现实角度讲，确实开创了书画界的新纪元。它秉承了汉唐大气宏伟的遗风，继承后现代的大写实大写意的手法在当今画坛独树一帜。
张炳文先后在“南洋周刊”，“中国报”，“南洋商报”、“香港文汇报”、“羊城晚报”、“深圳商报”、“深圳特区报”、“甘肃日报”、“西安晚报”、“东方 书画报”、“阳光报”等，发表有专题介绍及评价文章。并在深圳电视台、陕西电视台作《中国书画名人》张炳文专题展播。作品入册《当代中国书画名人作品集》、《中国当代书画名人大典》、《中国当代书画名人印件款式总签》、《陕西历代书画名人作品集》、《陕西当代书画名人精品集》等。
1997年张炳文应邀参加中央电视台和深圳电视台联合主办的香港回歸大典，并将祝贺作品展示给广大观众。同年在马来西亚出版《张炳文画集》，在我国和东南亚各国发行。并应邀在马来西亚美术学院讲学。2008年再次出版张炳文作品集。　
近年年来张炳文先后在马来西亚、新加坡、加拿大、香港、澳门、台湾、深圳、南昌、山东、银川、兰州、西安等地举办个人画展。曾荣获“邓小平诞辰一百周年全国名家名人书画大展”金奖、“庆祝中华人民共和国建国五十周年全国书画邀请大展”金奖、“丝绸之路丹尼尔杯国际书画大展”金奖、迎奥运国际书画大展金奖。 2004年应邀为著名景点临潼华清池创作巨幅历史题材：“姚崇拜相”、“五家出游图”分别用就行陈列在长生殿二楼和三楼。
主要作品有《竹林七贤图》、《魏武帝观沧海》、《贵妃醉酒图》、《霸柳风雪图》、《饮中八仙图》、《钟馗伏虎图》、《老子出关》、《苏武牧羊》、《唐人诗意图》、《孔子》、《貂蝉拜月》、《屈原天问图》、《相思图》等等。